# Абак (архитектура)
Вижте пояснителната страница за други значения на Абак.
Абак (от гръцки abax, плоча) в архитектурата е издадена дебела плоска плоча в най-горната част на капитела на колоната. Неговата главна функция е да осигурява широка опора (по-голяма от тази на капитела) на арката или на архитрава отгоре. 
В класическата архитектура, формата на абака и профила на ръба му са различни в различните класически стилове. Той е част от дорийския ордер.